# Palamède (mythologie)
Pour les articles homonymes, voir Palamède.

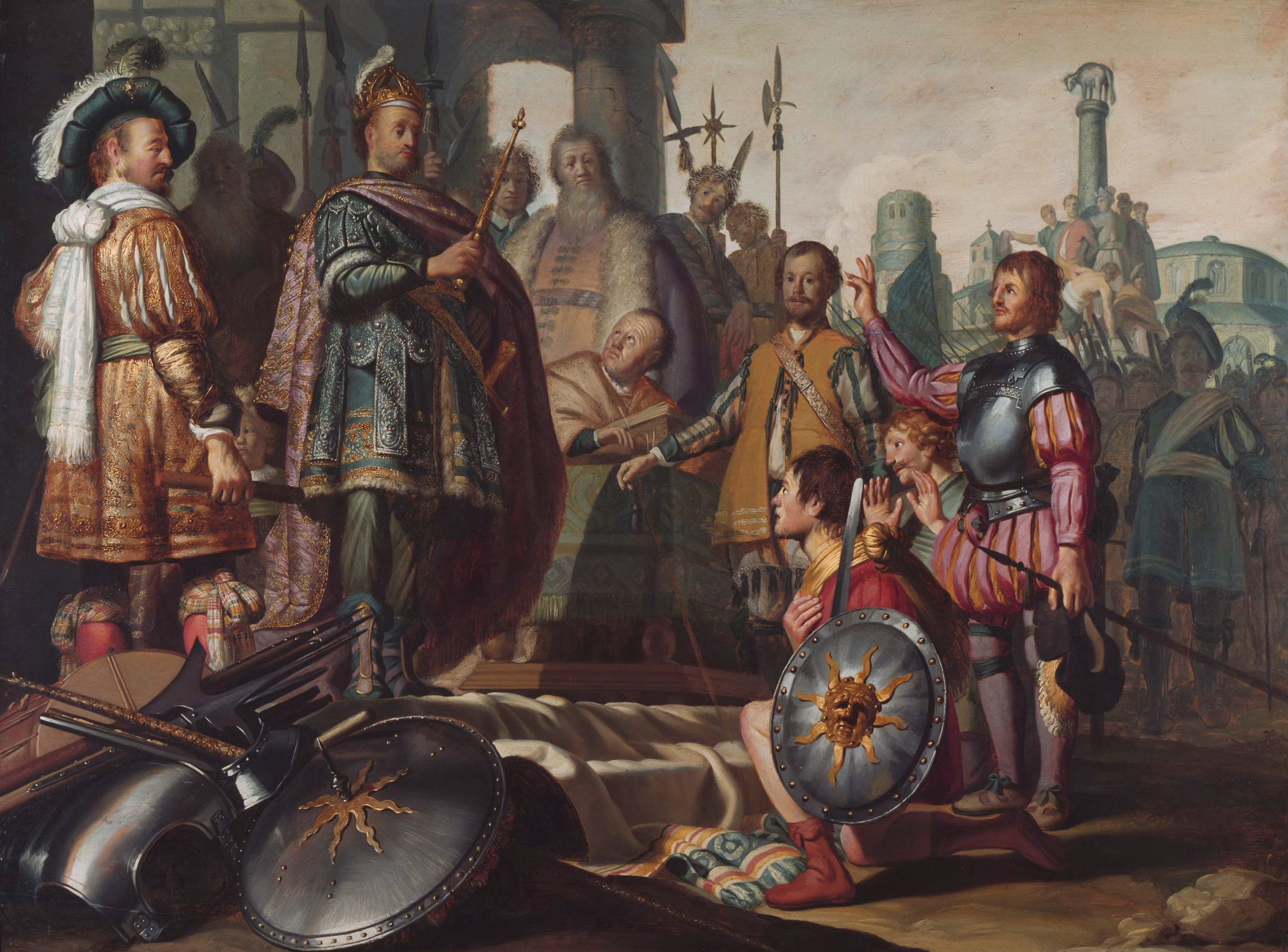
Palamède devant Agamemnon par Rembrandt, 1626, Musée municipal de Leyde (NK 2615)

Palamède (Παλαμήδης / Palamêdês) est un prince eubéen qui prit part à la guerre de Troie, descendant des rois Bélos et Danaos. Eschyle, Sophocle et Euripide ont tous écrit des pièces mentionnant Palamède, aujourd'hui conservées sous la forme de fragments. Il est le frère d'Œax.

## Mythe

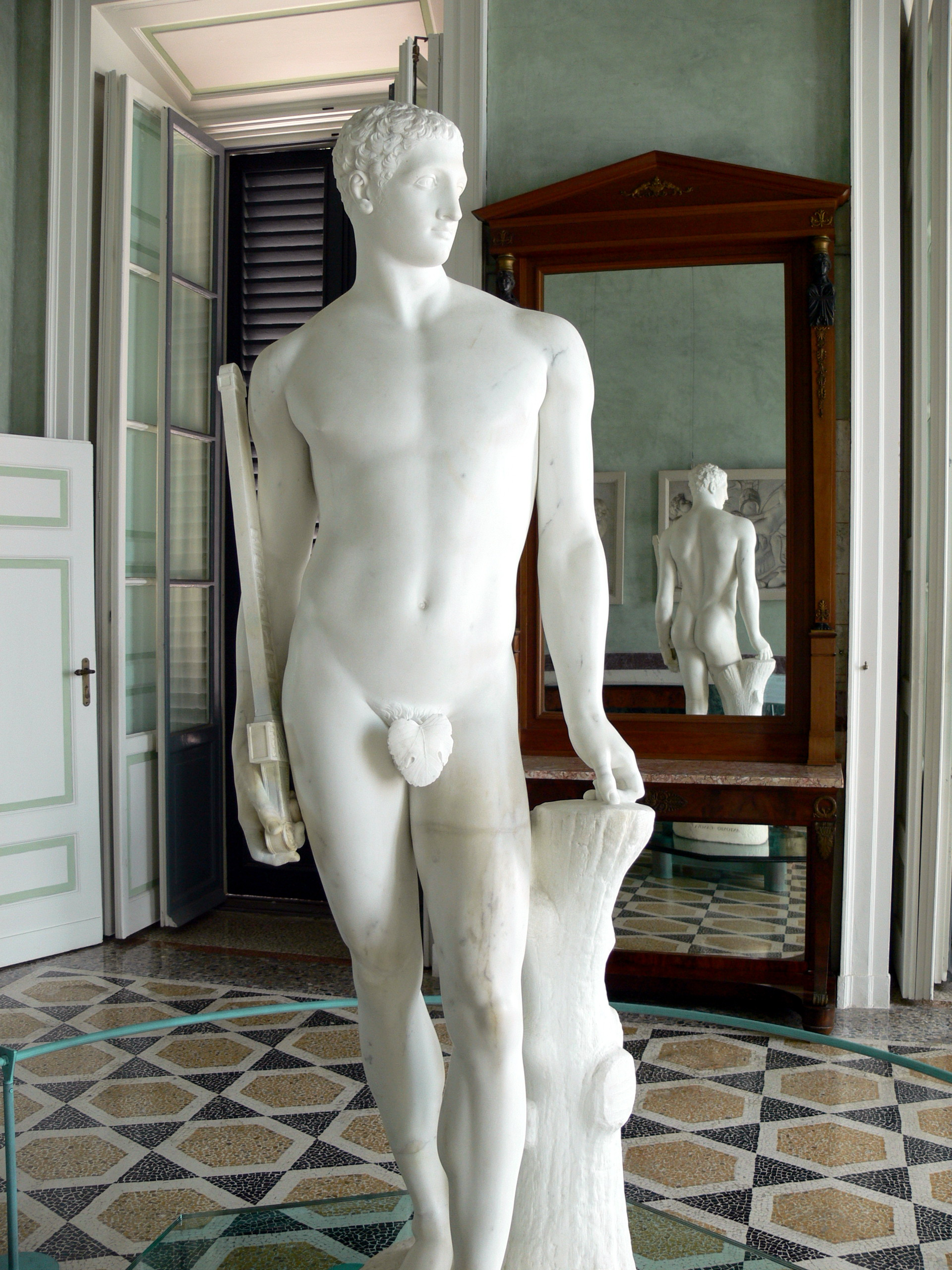
Sculpture de Palamède par Canova

Fils de Nauplios, roi de l'île d'Eubée, et de Clymène, fille de Catrée, Palamède fut en butte à la haine redoutable d'Ulysse, pour plusieurs motifs : 
- parce qu'il avait découvert et dénoncé la folie que celui-ci avait simulée pour éviter les combats ;
- parce qu'il avait accusé Ulysse de perfidie pour n'avoir pas trouvé en Thrace les vivres nécessaires à l'armée et pour oser désapprouver publiquement cette guerre longue et ruineuse faite par la Grèce aux Troyens.

Ulysse, pour s'en venger, accusa à son tour Palamède de trahison. D’après Hygin, Ulysse, pour donner du crédit à son accusation, fit enfouir une somme considérable dans la tente de Palamède, prétendit qu'il l'avait reçue de Priam, et pour preuve montra une lettre contrefaite de ce roi. Palamède fut condamné à mort par le Conseil, et injustement lapidé. Mais d’après Pausanias, Ulysse et Diomède le noyèrent un jour où ils le rencontrèrent occupé à pêcher.
Palamède est l’inventeur mythique du jeu d’échecs, de l’arithmétique, de l'ordre de bataille, des lois écrites, des mesures et des poids, des jeux de dés et des signaux de feu servant à transmettre un message. Théophraste attribue à Palamède l'invention des lettres et des chiffres. Socrate se réjouit de le retrouver dans le monde des défunts. D’après Théophraste, le tombeau de Palamède se trouvait sur les flancs de ce mont, confirmé par le biographe romain de langue grecque Philostrate d'Athènes. Philostrate dit également dans le même ouvrage que Palamède a inventé onze lettres de l’alphabet. Lucien de Samosate, lui, parle de Cadmos de Tyr. Le rhéteur Gorgias de Léontinoi avait écrit une Défense de Palamède. Platon le mentionne plusieurs fois dans ses dialogues.

## Interprétations

### Le Palamède platonicien
Dans La République, Platon oppose le génie de Palamède et celui d’Agamemnon, comme si ce dernier avait dépendu de lui ou fut de plus grande valeur grâce à lui. Socrate, consolant ses disciples, le met au rang de plusieurs nobles personnages aux côtés desquels la mort injuste le mènera, comme l’injustice le mène à sa fin à lui dans l’Apologie de Socrate platonicienne. Dans le Phèdre de Platon, Socrate fait de Palamède le sujet d’un jeu de mots qui l’identifie à un habile dialecticien, dans lequel il le rend avec sympathie auteur d’écrits d’art oratoire aux côtés de Nestor et Ulysse.

### Le Palamède chez Xénophon
Dans ses Mémorables, Xénophon représente Ulysse comme jaloux de sa sagesse, et fait dire à Socrate qu'il n'est pas le seul à le dire.

### La Défense de Palamède
En son texte La Défense de Palamède, Gorgias écrit un discours comme si Palamède était à un tribunal pour se défendre des accusations de trahison faites par Ulysse. Comme un modèle rhétorique, la Défense utilise surtout l’argument du vraisemblable et de l’éthos.